# Manuk Abeghjan

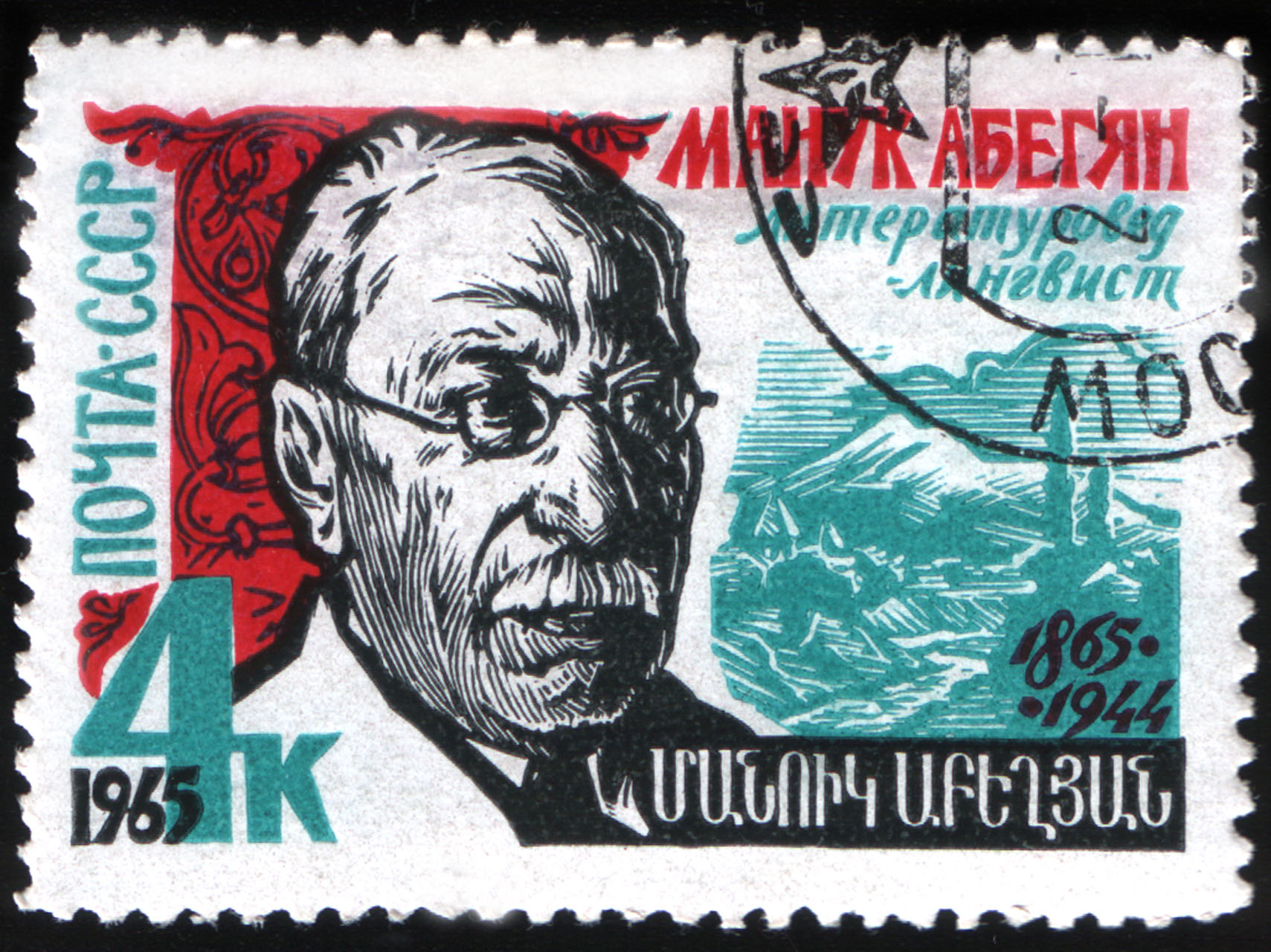
Briefmarke mit Porträt von Manuk Abeghjan, 1965

Manuk Abeghjan (armenisch Մանուկ Աբեղյան, traditionell Մանուկ Աբեղեան; * 15. März 1865 in Astapat, Russisches Kaiserreich, heutiges Aserbaidschan; † 26. September 1944) war ein armenischer Schriftsteller und Gelehrter.

## Leben
Manuk Abeghjan wurde am 15. März 1865 in Astapat im ehemaligen Russischen Kaiserreich als Sohn eines Landwirtes geboren. In seiner Jugend besuchte er zunächst die Schule des Klosters von Karmir Vank, bevor er 1876 zum Gervorgischen Priesterseminar in Etschmiadsin ging, wo er 1885 seinen Abschluss machte. Daraufhin lehrte er viele Jahre an den Schulen von Schuschi und Tiflis. 1893 reiste er nach Europa und hielt Vorträge an den Universitäten von Jena, Leipzig, Berlin und Paris. Im Jahre 1898 promovierte er mit einer Dissertation über die alten armenischen Lehren an der Universität Jena.
Nach seiner Rückkehr lehrte er bis 1914 am Gervorgischen Priesterseminar in Etschmiadsin, bevor er nach Tiflis zog und dort bis 1918 an der Nersisianischen Hochschule unterrichtete. 1921 kam er nach Armenien zurück und wurde Professor an der Staatlichen Universität Jerewan. Dort war er außerdem Dekan der Fakultät für Geschichte und Literatur von 1923 bis 1925. 1935 veröffentlichte er eine zweite Doktorarbeit, diesmal auf dem Gebiet der armenischen Philologie.
Abeghjan galt als führender Gelehrter in verschiedenen Bereichen der armenischen Forschung, so zum Beispiel auf dem Gebiet der armenischen Mythologie. Unter anderem dokumentierte er verschiedenste Varianten zum armenischen Nationalepos über den Helden David von Sasun und veröffentlichte diese ab 1936 zusammen mit Garo Melik-Ohanjanian in einem dreibändigen Gesamtwerk. Darüber hinaus zählte er zu den Autoren, die 1939 eine integrale Version des Epos, also eine Zusammenfassung aller Varianten in einem Werk, herausgaben. Des Weiteren veröffentlichte er kritische Ausgaben von armenischen Liedern und mittelalterlichen Gedichten. Zu seinen größten Werken zählt außerdem das zweibändige Werk Geschichte der antiken armenischen Literatur (1944–1945), welches aufgrund seines Todes jedoch unvollendet blieb. Viele seiner Untersuchungen wurden nach seinem Tod zwischen 1966 and 1985 in einer aus acht Bänden bestehenden Sammlung veröffentlicht.
Abeghjan hatte 1922 großen Einfluss auf die Reform der armenischen Rechtschreibung. Nachdem Armenien unter sowjetischer Herrschaft war, zielte das neue Regime auf eine Vereinfachung der armenischen Rechtschreibung, um das armenische Alphabet durch die lateinische Schrift zu ersetzen. 1921 präsentierte Abeghjan persönliche Vorschläge als Bericht in einer Konferenz des Bildungsministeriums. Dieser Bericht wurde ein Jahr später vom Ministerium ohne Rücksprache mit Abeghjan für die Reform der Rechtschreibung am 4. März 1922 verwendet. Aus diesem Grund wird die reformierte armenische Rechtschreibung auch Abeghjanische Rechtschreibung genannt.
Abeghjan starb am 26. September 1944 im Alter von 79 Jahren. Er wurde auf dem Tochmach-Friedhof in Jerewan beigesetzt.
Das Institut für Literatur der Armenischen Nationalen Akademie der Wissenschaften wurde nach ihm benannt.